# Hans Wertz
Hans Wertz (* 4. Juli 1922 in Aachen; † 23. Mai 2012 ebenda) war ein deutscher Verwaltungsbeamter und Politiker (SPD).

## Leben und Beruf
Nach dem Besuch der Volksschule absolvierte Wertz von 1936 bis 1939 eine kaufmännische Lehre und arbeitete dann als kaufmännischer Angestellter. Von 1941 bis 1945 leistete er Wehrdienst und nahm am Zweiten Weltkrieg teil. Nach dem Krieg war er von 1946 bis 1954 als Redakteur bei den Aachener Nachrichten tätig. Daneben besuchte er die Verwaltungsschule, die er mit der Zweiten Verwaltungsprüfung abschloss. 1955/56 arbeitete er als Verwaltungsangestellter bei der Stadt Aachen. 1975 wurde er Vorsitzender des Verwaltungsrates der Deutschen Bundesbahn. Anschließend war er von September 1976 bis 1990 Präsident der Landeszentralbank Nordrhein-Westfalen mit Sitz in Düsseldorf.
Hans Wertz starb am 23. Mai 2012 im Alter von fast 90 Jahren nur wenige Tage nach seiner Ehefrau Martha, geb. Horn. Beide fanden ihre letzte Ruhestätte auf dem Aachener Westfriedhof.

## Politische Laufbahn
Wertz schloss sich 1946 der SPD an. Er war von 1948 bis 1954 Stadtverordneter in Aachen und leitete dort von 1950 bis 1954 die SPD-Fraktion. Von 1957 bis 1966 war er Kämmerer und seit 1959 auch Erster Beigeordneter der Stadt Aachen. Von 1953 bis 1961 war er Mitglied der Landschaftsversammlung Rheinland. 1954 wurde er in den Nordrhein-Westfälischen Landtag gewählt, dem er zunächst bis 1966 und erneut, als er am 8. November 1967 über die Landesliste nachrückte, bis 1975 angehörte. Vom 8. Dezember 1966 bis zum 4. Juni 1975 amtierte er unter Ministerpräsident Heinz Kühn als Finanzminister des Landes Nordrhein-Westfalen.

## Ehrungen
- 1969: Großes Verdienstkreuz der Bundesrepublik Deutschland
- 1973: Großes Verdienstkreuz mit Stern der Bundesrepublik Deutschland[4]
- 1975: Goldener Ehrenring der Stadt Aachen
- 1976: Großes Verdienstkreuz mit Stern und Schulterband der Bundesrepublik Deutschland